# 羅西弗·薩瑟蘭
羅西弗 · 薩瑟蘭（英語：Rossif Sutherland，1978年9月25日—）是加拿大的一位演員。他出生在溫哥華。他出演過的主要作品包括避風港。他也出演過眾多電影作品。

## 外部連結
- 羅西弗·薩瑟蘭在互联网电影资料库（IMDb）上的資料（英文）